# Tameside
Tameside – dystrykt metropolitalny w hrabstwie ceremonialnym Wielki Manchester w Anglii. 
Siedzibą władz dystryktu do zimy 2015/2016 był budynek położony przy Wellington Road w Ashton-under-Lyne. Przed jego wyburzeniem wiosną 2016, biura przeniesiono do budynków przy Stamford Street Central w Ashton-under-Lyne, nowego Tameside College w Ashton-under-Lyne oraz do ratusza w sąsiednim Dukinfield.

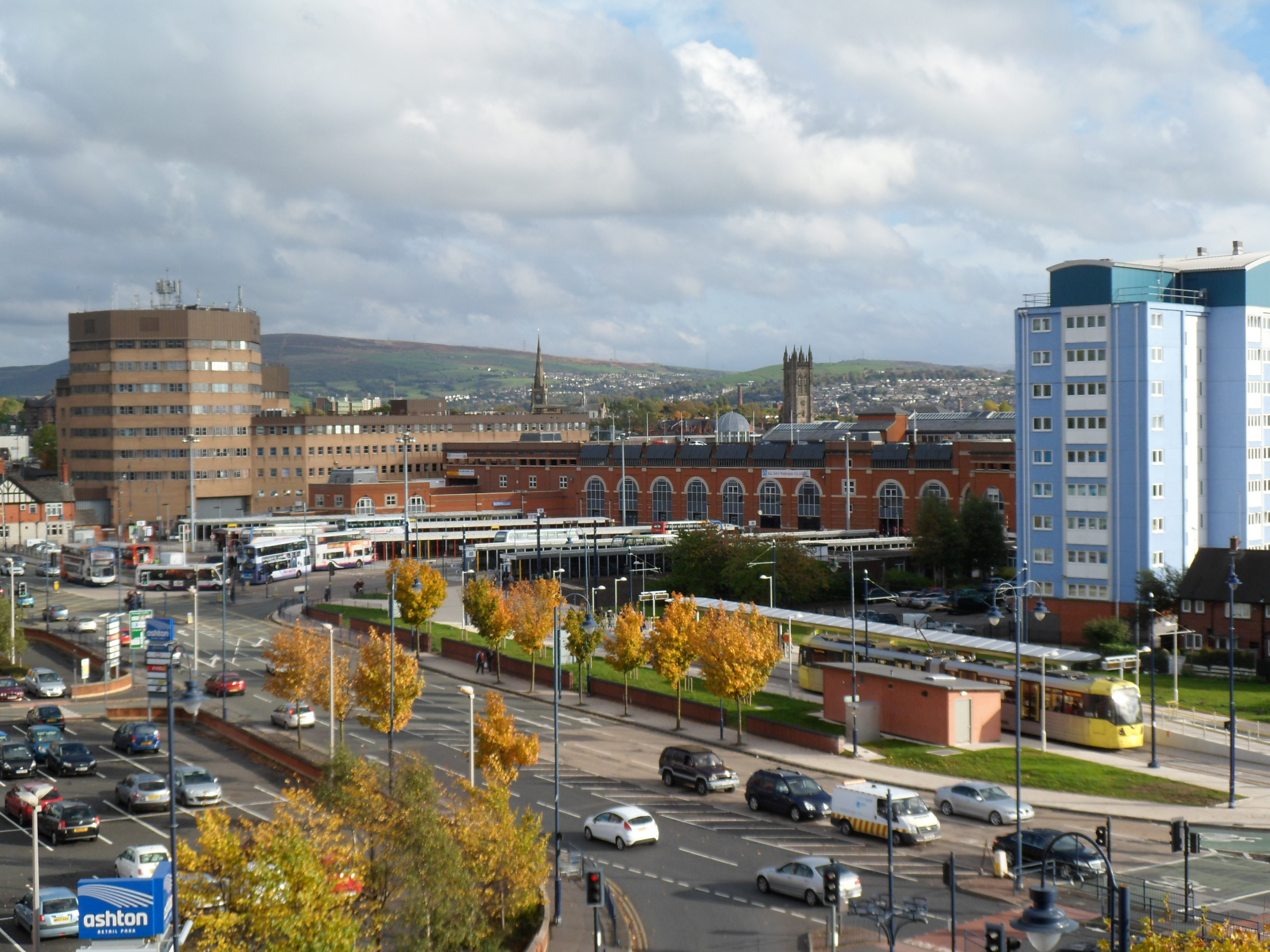
Widok na centrum z budynkiem siedziby Tameside Metropolitan Borough

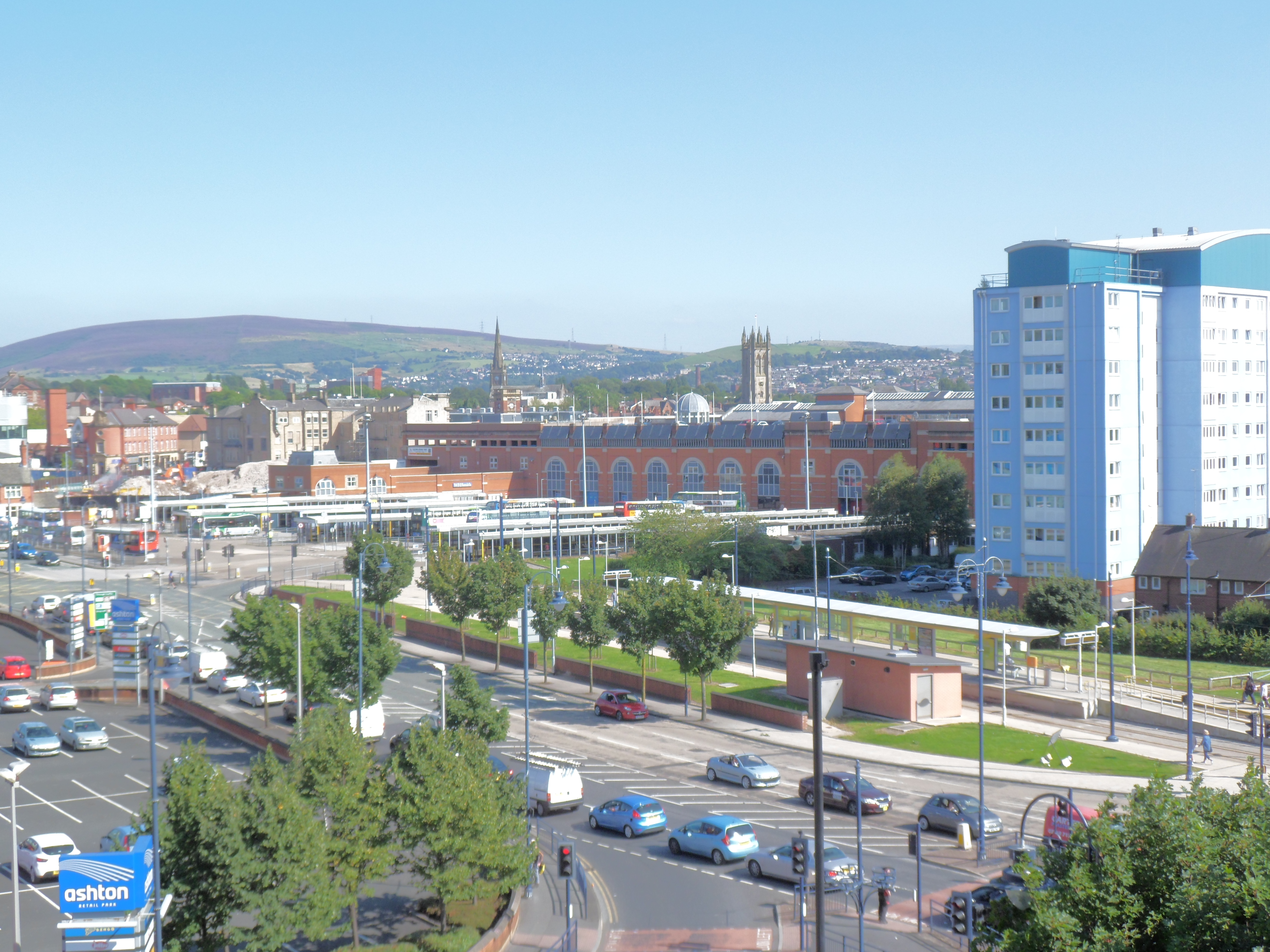
Widok po wyburzeniu budynku Tameside Metropolitan Borough latem 2016

## Miasta
- Ashton-under-Lyne
- Audenshaw
- Denton
- Droylsden
- Dukinfield
- Hyde
- Mossley
- Stalybridge

## Inne miejscowości
Backbower, Broadbottom, Fairfield, Flowery Field, Guide Bridge, Hattersley, Haughton Green, Heyrod, Hollingworth, Littlemoss, Millbrook, Mottram in Longdendale, Newton.

## Współpraca
- Bengbu, Chińska Republika Ludowa
- Colmar, Francja
- Champagnole, Francja
- Chaumont, Francja
- Montigny-le-Bretonneux, Francja
- Villemomble, Francja
- Armentières, Francja
- Hem, Francja
- Ruppichteroth, Niemcy
- Mutare, Zimbabwe